# Armand Desbat
Armand Desbat is een Frans historicus, archeoloog en stripauteur. 

## Carrière
Desbat werd in 1989 archeoloog bij het Laboratoire de céramologie de Lyon. In 2011 werd hij onderzoeksdirecteur bij het Centre national de la recherche scientifique (CNRS), Maison de l'Orient Méditerranéen in Lyon van de sectie Geschiedenis en archeologie van oude beschavingen. Tussen 1979 en 2017 publiceerde Desbat zeker dertig artikelen en boeken over archeologie en geschiedenis, waaronder bijvoorbeeld Lugdunum: naissance d'une capitale (2005) en de archeologische gids Lyon antique (2012).
In 2009 schreef Desbat de teksten voor het album Lugdunum - Lyon in de educatieve reeks De reizen van Alex. Dit album werd niet vertaald naar het Nederlands. 
- Bibliothèque nationale de France: cb120143620 (data)
- International Standard Name Identifier: 0000 0000 6642 5256
- Library of Congress Control Number: n86126965
- Nationale Bibliotheek van Israël: 987007456844205171
- Système universitaire de documentation: 028273788
- Virtual International Authority File: 94057438
- WorldCat: E39PBJckTxgrJXcTdkx9VF9dQq